# 灣仔區

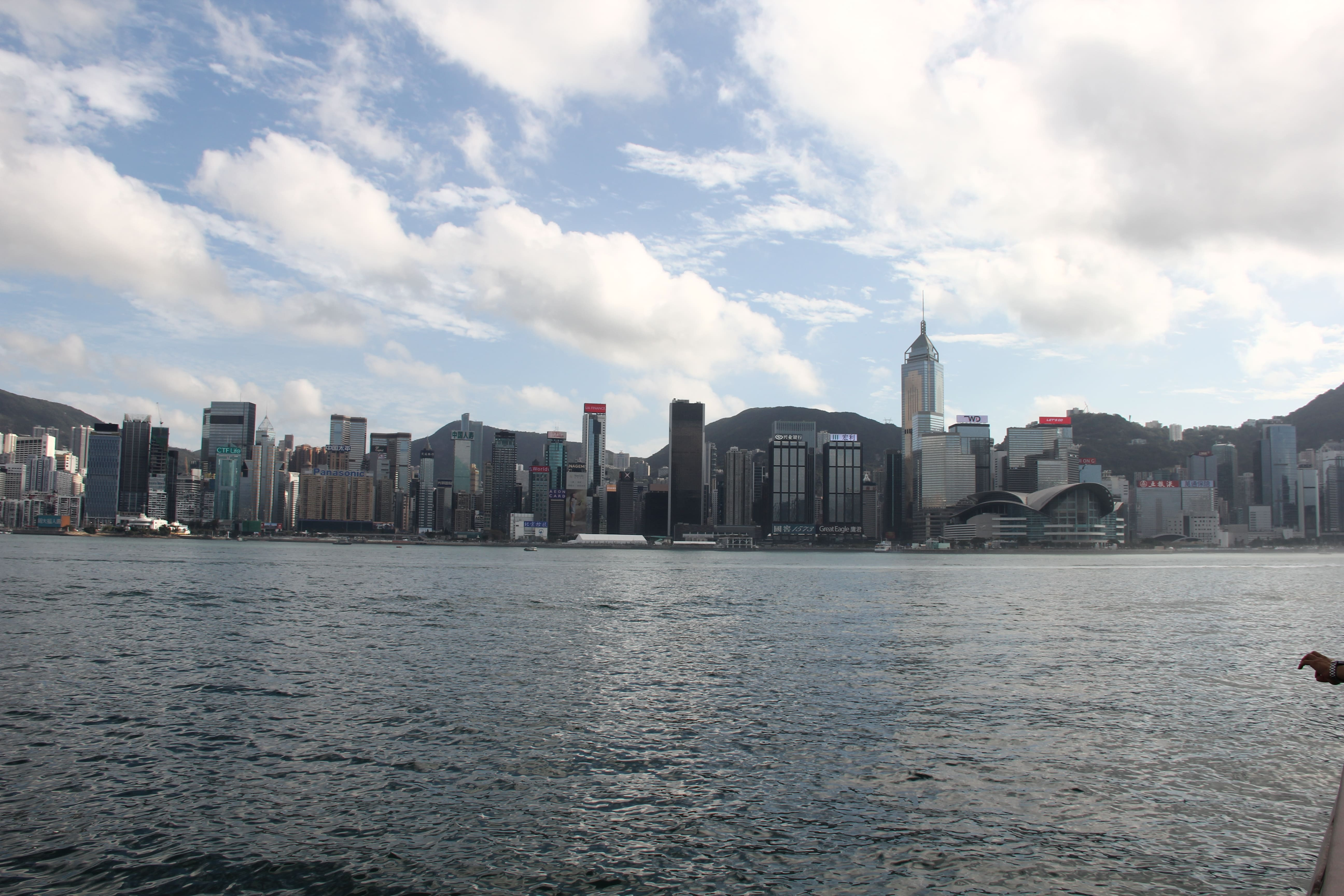
灣仔區高樓大廈密集

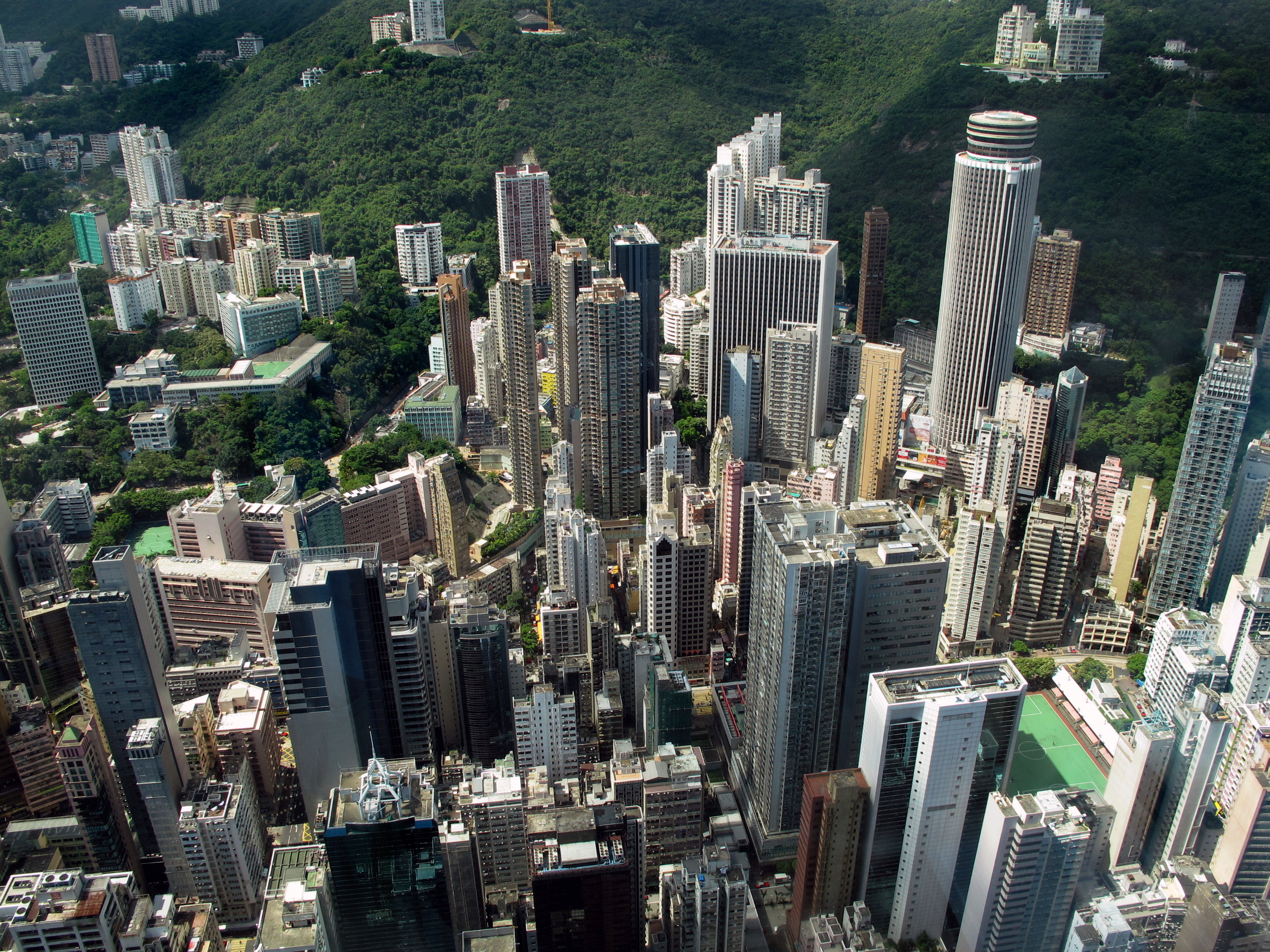
灣仔內街

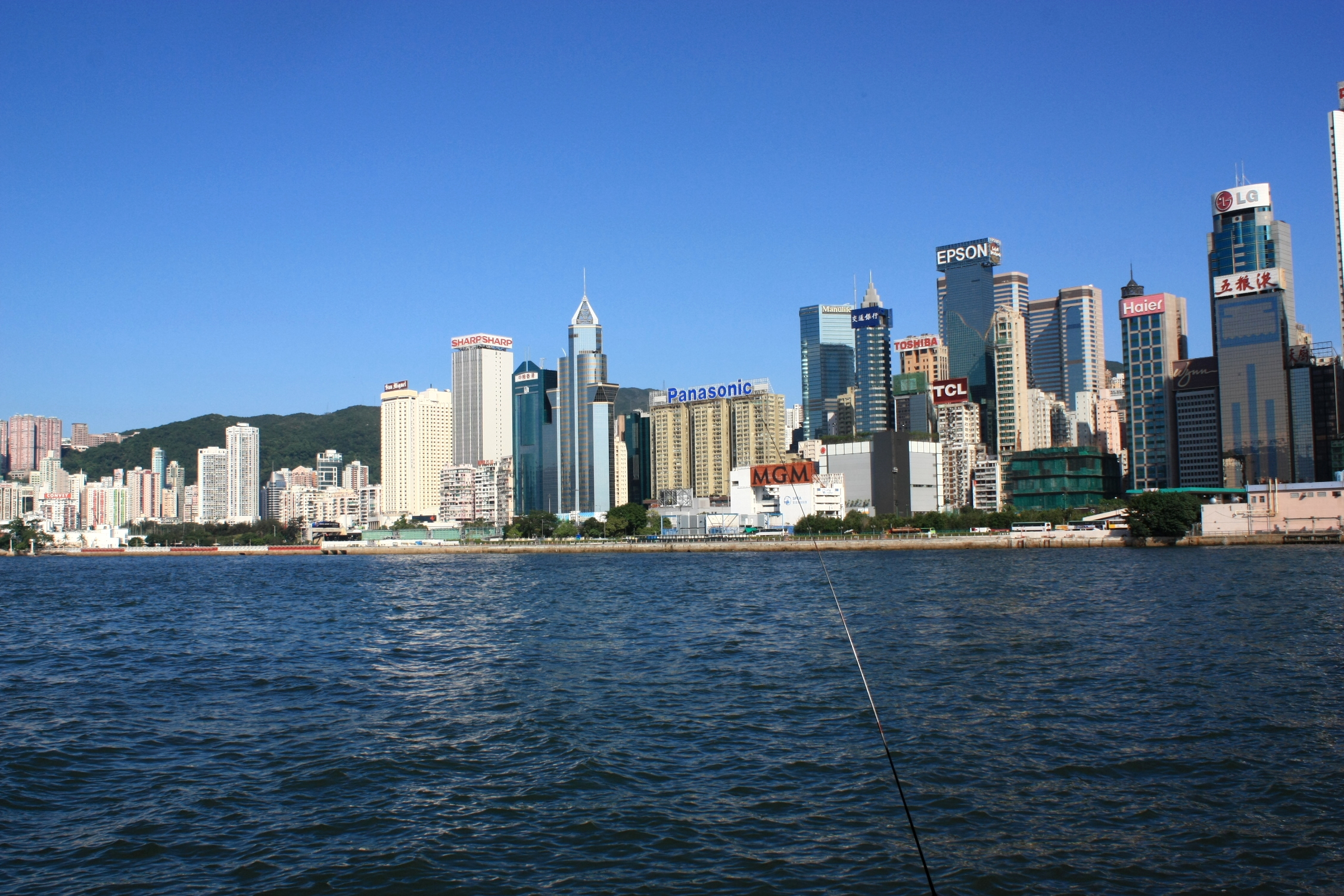
圖中遠景是告士打道由灣仔至銅鑼灣沿途商廈頂樓掛著的廣告招牌，它們都是電子產品的名牌

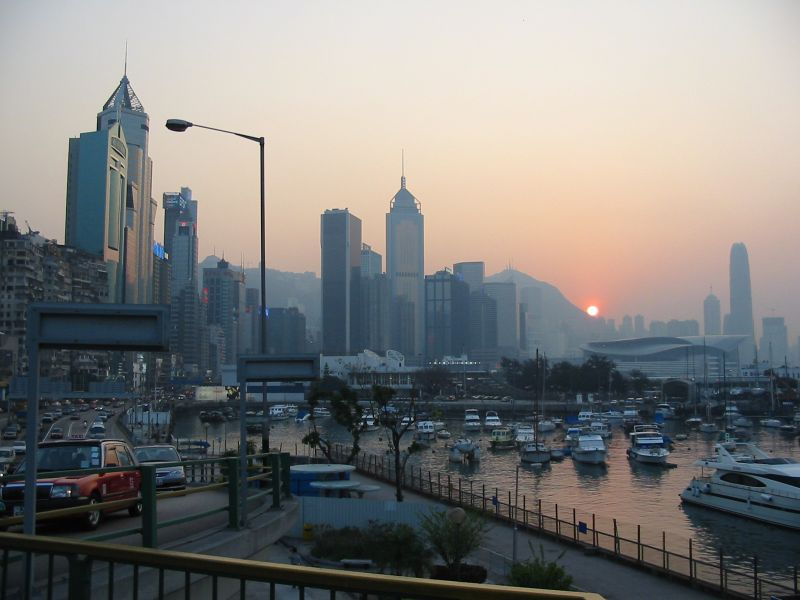
灣仔區日落景致

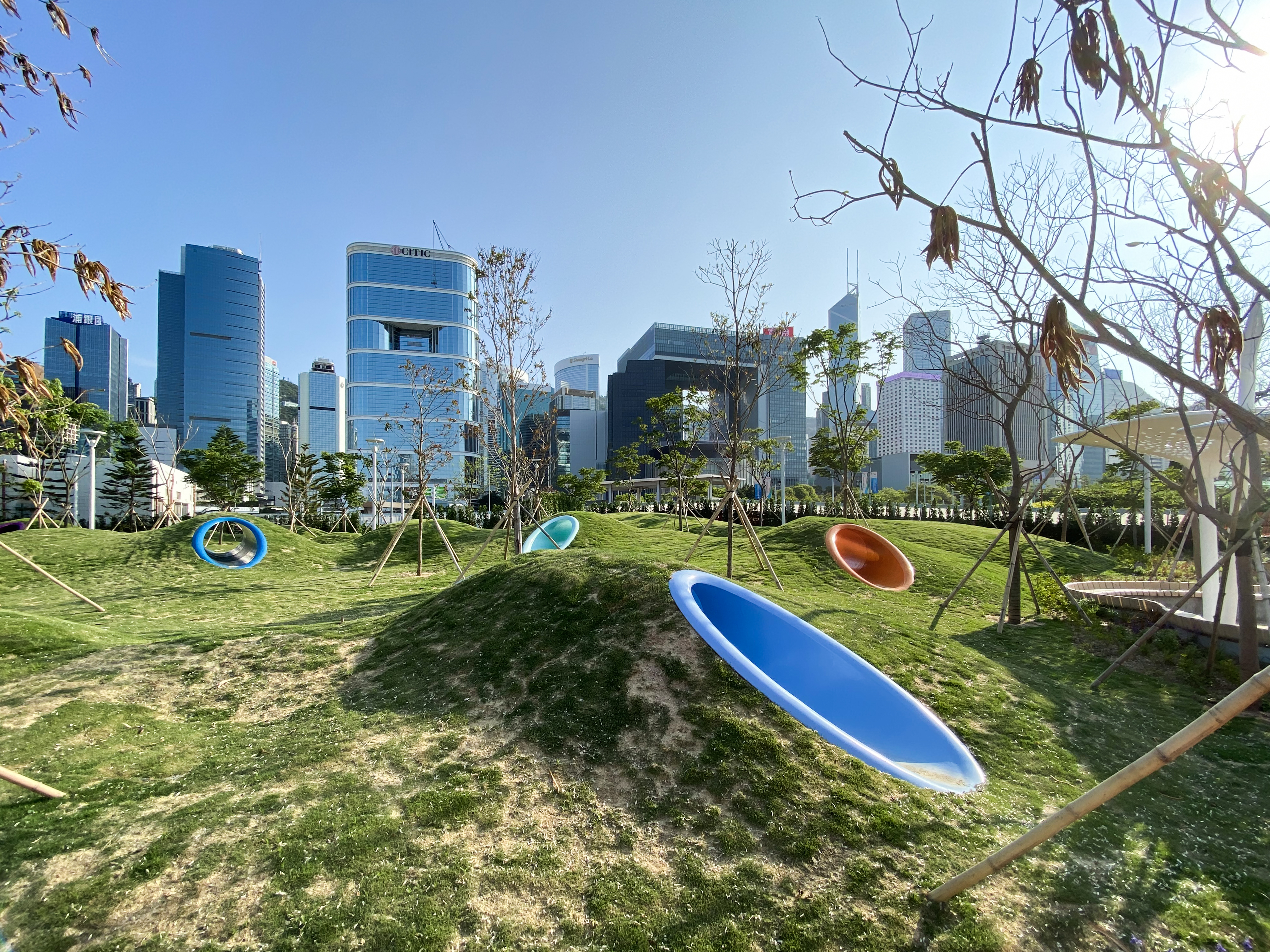
灣仔海濱長廊近金鐘添馬公園

22°16′47″N 114°10′18″E / 22.27972°N 114.17167°E
灣仔區（英語：Wan Chai District）是香港十八區之一，位於香港島中部，由灣仔、銅鑼灣和跑馬地等地合拼而成，為香港最早發展的地區之一。其中，銅鑼灣及灣仔是購物娛樂區，灣仔則是早期發展的華人住宅區。灣仔北以大型會議及展覽為主，也有少量住宅。
灣仔區主要的住宅區如灣仔和跑馬地一帶以單幢樓同舊樓為主，而東半山及渣甸山是香港其中一個富豪聚居地。根據2021年人口普查，灣仔區人口以約166,695人成為全港人口最低的一區，亦是香港十八區中收入第二高的地區以及全港第二高學歷的地區，46.2%人口持專上教育學位課程。 
過往許多香港政府部門選址於灣仔區，唯近年逐漸搬遷到其他區域，如港島東區和九龍東辦公，令灣仔區失去了部分原本的經濟中心及政治中心的功能。但仍有部分政府和司法機構位於灣仔區，例如香港警察總部、香港區域法院。

## 地理
灣仔區東接東區，南接南區，西接中西區，北部水域是維多利亞港。灣仔區由13個選區組成，包括渣甸山、大坑、天后、維園、銅鑼灣、樂活、跑馬地、鵝頸、愛群、軒尼詩、修頓、大佛口及司徒拔道。
在政府的文件中，灣仔區包括銅鑼灣、大坑、跑馬地和灣仔四個分區。
要留意銅鑼灣東面包括（海底隧道以東、維多利亞公園、港鐵天后站）等維園選區的地方、大坑東面盡頭勵德邨及上林原本都是位於東區，但於立法會於2014年1月22日通過的《二○一三年區議會條例修訂令》，原屬東區的「維園」及「天后」兩個選區，會於2016年區議會選舉開始改劃入灣仔區議會的範圍，自此海底隧道以東、維多利亞公園、港鐵天后站、天后廟道著名的僑興大廈、以及大坑的勵德邨及上林都劃入灣仔區。

## 歷史
1968年，港英政府參考在新界行之有效的理民府制度，在市區推行民政署制度，當時在香港島成立了4個區，分別是中區、西區、灣仔區及東區。灣仔區是香港少數沒有進行合併或重組的十八區之一。

### 區界設定
香港政府在2016年一屆的區議會取消委任制，灣仔區的議員數目將由13人下降到11人，而事實上灣仔區的人口只得15萬，是全港最少的區份，祇有中西區人口（ 25萬 ）一半多些，以及東區的4份1，扣除人口減少的議席，應只餘下9人，因為人數太少，不足以應付正常區議會的運作，而且浪費政府資源，必須在人口過多的東區抽取一些鄰近灣仔的區份再整合以維持灣仔區的正常運作，而另一個建議便是灣仔和中西區合併，但中西區人口已接近港島四份一，人口已達合理水平，合併後亦有區份過大以及不合理資源分配的問題，所以不少意見便支持灣仔區的銅鑼灣和東區的銅鑼灣(三個分區)以及北角(七個分區)合併，使人口增長回30萬，比中西區和南區略多，以及使人口回到全港島四份一的水平，加上灣仔和銅鑼灣一帶比中西區以西區為主的地緣更相近，合併後又使東區人口下降到43萬，即全港島1/3多些，亦有建議灣仔首先併合屬銅鑼灣的兩區以至四區而改名銅灣區以免灣仔區因為人口太少而被取消區份。香港實行地區行政時，區議會選區區界的最初設定是考慮到分區人口和康樂設施，但因為中國大陸政局動盪，柴灣、南區人口急增，南洋華僑及其中國大陸親屬又不停遷入中西區和東區，灣仔區沒有大量人口加入，又加上市區重建，人口遷出到外區的新建屋苑，人口慢慢成為全港最少的地區。港英政府在1990年代便嘗試重新劃分東區以及灣仔區的區界。灣仔和銅鑼灣位於原維多利亞城東面，早期維多利亞城的邊界在炮台山，炮台山的作用在於保護維多利亞城，隨住香港人口由清末的20萬擴展到抗日戰爭的160萬，香港島的建城區一直擴展到鰂魚涌，維多利亞城的概念在清末已經消失，取而代之的是灣仔區以及東區的概念，灣仔區則包括灣仔市區，東區則包括跑馬地、銅鑼灣、北角(包括鰂魚涌)。

## 民政事務專員
現任灣仔區民政事務專員為張雁伶女士，於2023年1月9日接替陳天柱出任該區專員。

### 歷任灣仔專員

#### 中西區及灣仔政務專員
- 高傑博先生（任期：1982年-1983年）
- 趙婉珠女士（任期：1983年-1984年）
- 林錦光先生（任期：1984年-1985年6月2日）

#### 灣仔政務專員
- 高思雅先生（任期：1985年6月3日[13]-1987年9月6日）
- 周守信先生（任期：1987年9月7日[14]-1989年1月29日）
- 文沛德先生（任期：1989年1月30日[15]-1994年）
- 龐梁國卿女士（任期：1995年-1996年[16]）
- 鄧謝玉玲女士（任期：1996年-1997年[17]）

#### 灣仔民政事務專員
- 鄧謝玉玲女士（任期：1997年-1998年）
- 黃寶蓮女士（任期：1998年7月15日-2005年8月31日）
- 袁貞爾先生（任期：2005年9月1日-2009年10月21日）
- 陸綺華女士（任期：2009年10月22日-2016年3月21日）
- 陳天柱先生（任期：2016年3月22日-2023年1月8日）
- 張雁伶女士（任期：2023年1月9日至今）

## 社區環境

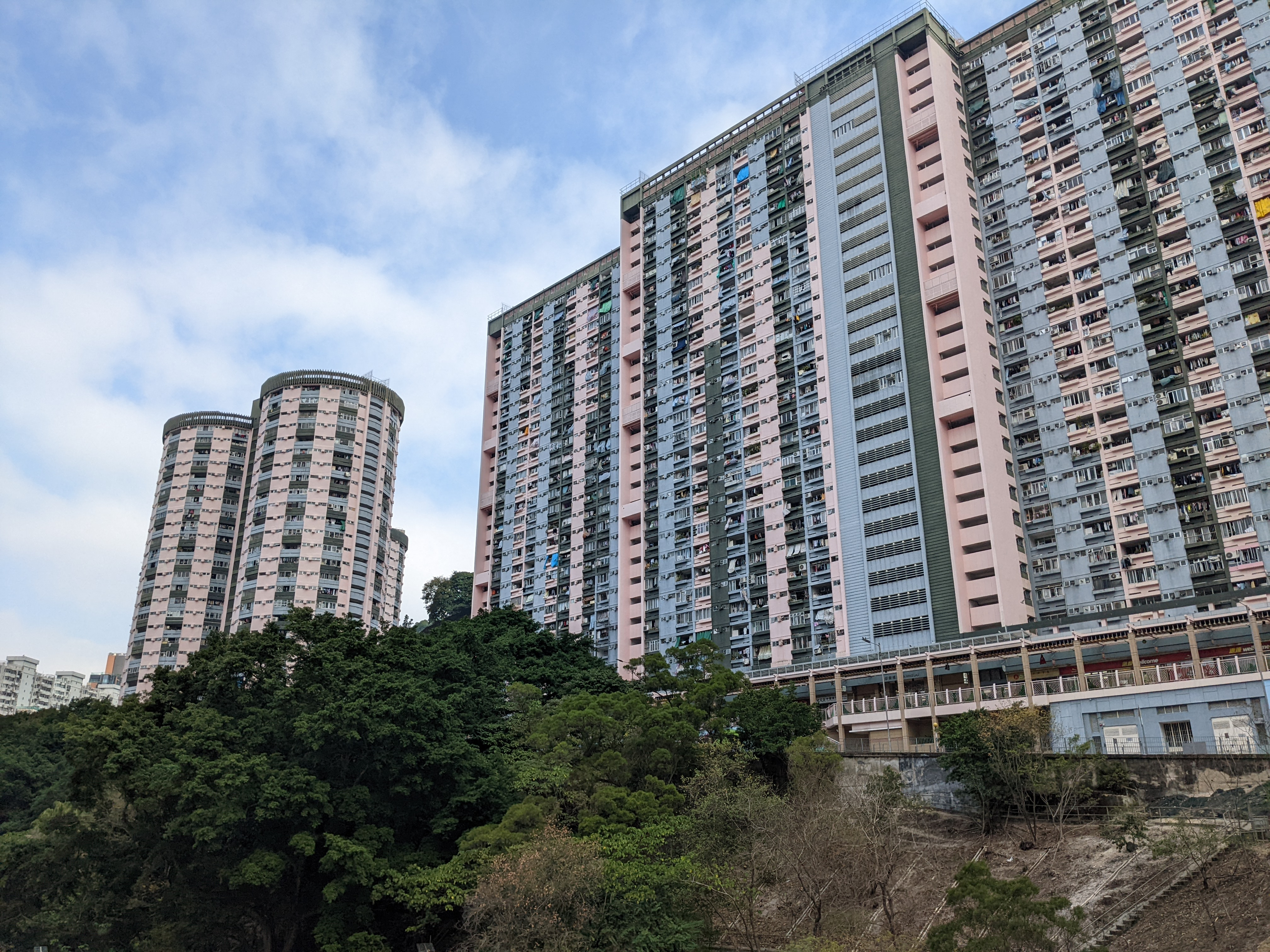
勵德邨

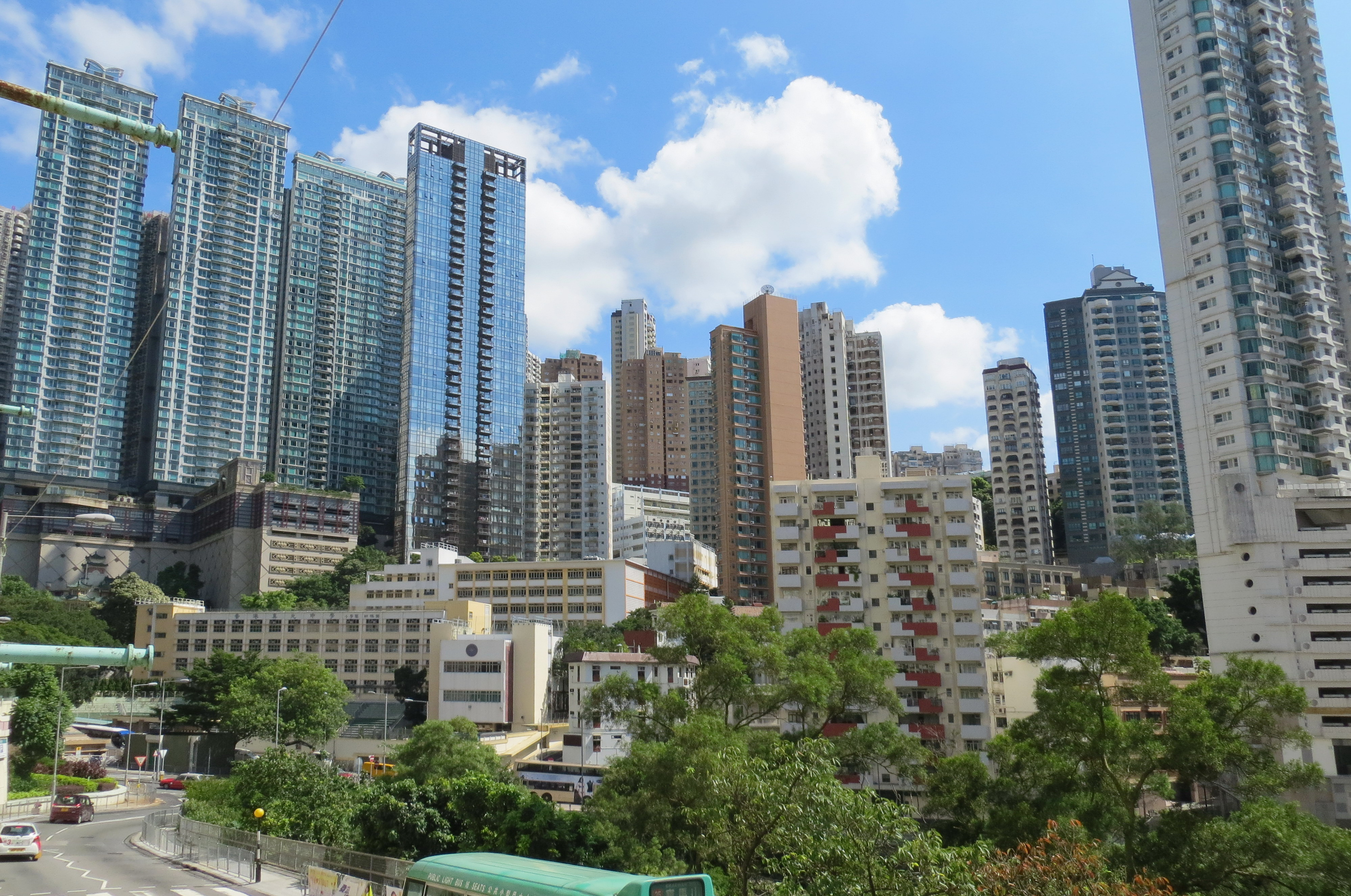
大坑住宅群

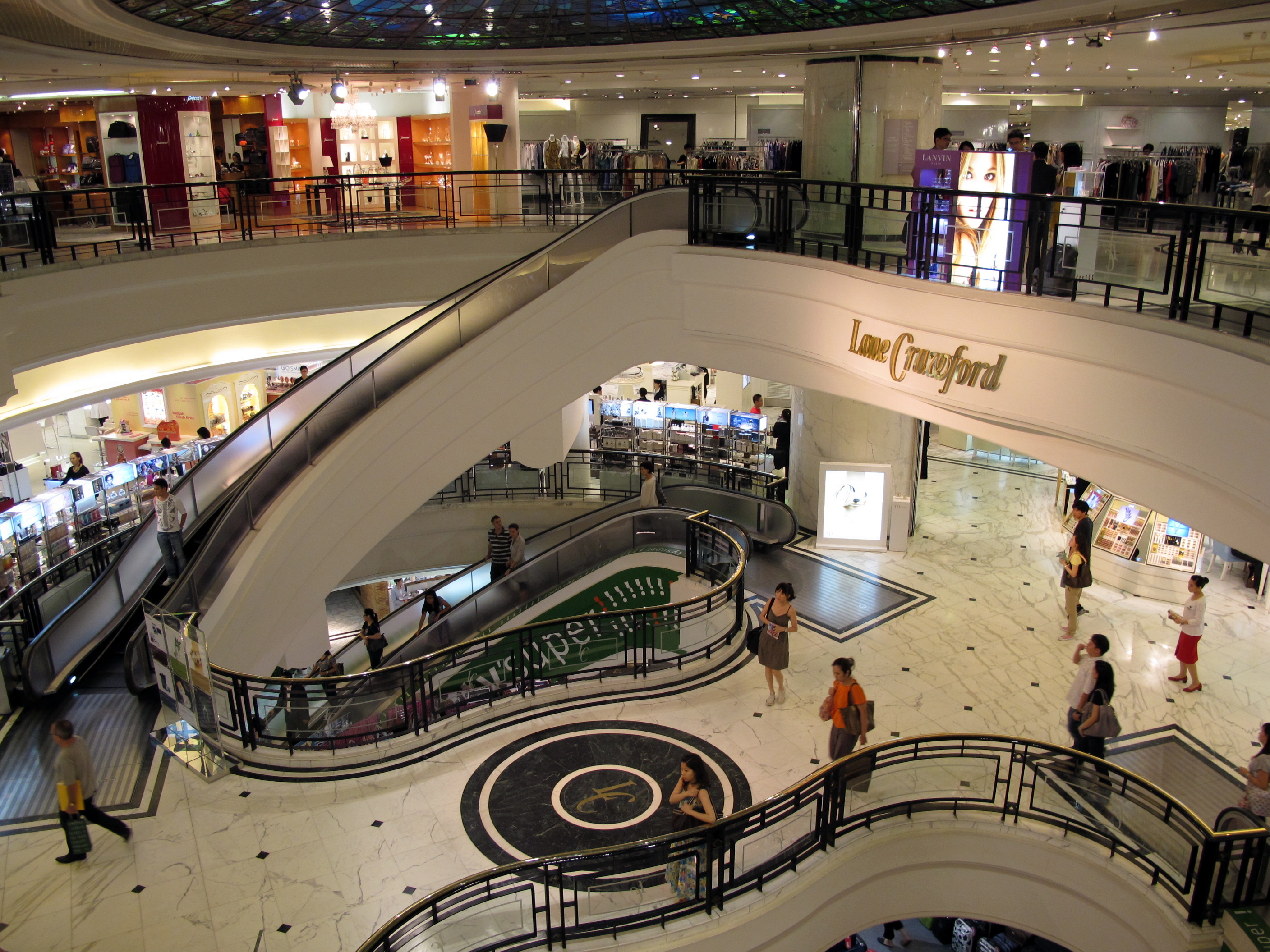
時代廣場

灣仔區是香港最早發展的地區之一，也是開埠至今的娛樂及購物中心。區內娛樂及購物區涵蓋灣仔及銅鑼灣，而跑馬地及大坑一帶則主力發展住宅區。

### 公共房屋
位於大坑的大型房協屋邨勵德邨，提供2,675個單位，為灣仔區唯一公共屋邨。

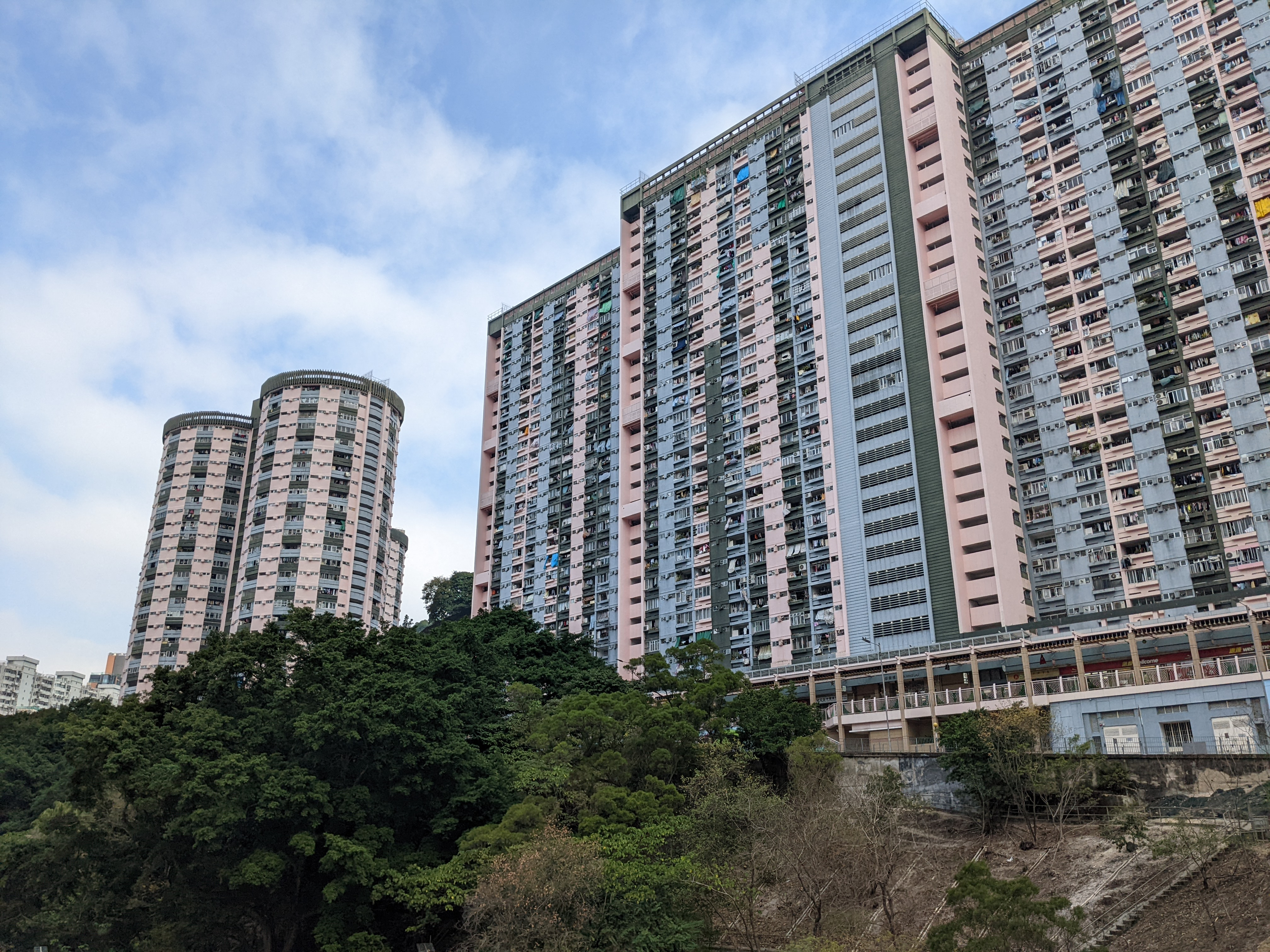
勵德邨

### 私人屋苑
灣仔區主要的住宅區如灣仔及銅鑼灣一帶以單幢樓同舊樓為主，而跑馬地、大坑及渣甸山屬於高尚住宅區，有不少豪宅屋苑；區內缺乏大型屋苑。因為灣仔市區交通方便，同時距離銅鑼灣及中環這些商業中心區很近，地理位置優越造成尺價高。
而跑馬地及大坑雖然不及市區方便，但因為鄰近銅鑼灣，呎價也頗高。另外鄰近銅鑼灣的禮頓山及比華利山，是區內的老牌豪宅，雖然不少地產經紀當成銅鑼灣的樓宇出售，不過實屬跑馬地，呎價與銅鑼灣地段看齊。

### 大型商場
| - 時代廣場 - 希慎廣場 - 銅鑼灣廣場 - 崇光百貨 - 銅鑼灣地帶 - 皇室堡商場 | - 世界貿易中心 - 灣仔電腦城 - 合和中心商場 - 298電腦中心 - 東方188商場 |

### 文康设施
- 香港大球場
- 南華體育會
- 修頓球場
- 香港中央圖書館
- 維多利亞公園：通常成為遊行、集會的舉行或集合場地，如七一大遊行、維園六四燭光晚會、工展會、香港花卉展覽和城市論壇等。

## 統計資料

### 人口
根據2021年的人口普查資料，灣仔區的人口資料如下：
| 人口特徵 - 人口： 166,695 人 - 15歲以下： 10.1% - 15至24歲： 6.0% - 25至44歲： 32.3% - 45歲至64歲： 30.4% - 65歲及以上： 21.2% - 年齡中位數： 46.0 歲 - 十五歲及以上從未結婚人口比例 - 男性： 29.9% - 女性： 31.7% 教育 - 15歲及以上人口具專上教育程度比例： 52.9% 勞動人口特徵 - 勞動人口： 95,914 人 - 勞動人口參與率 - 男性： 65.9% - 女性： 62.8% - 合計： 64.0% - 每月主要職業收入中位數（不包括外籍家庭傭工）： 30,000 港元 | 住戶特徵 - 家庭住戶數目： 63,128 戶 - 家庭住戶平均人數： 2.6 人 - 家庭住戶每月收入中位數： 45,000 港元 房屋特徵 - 有家庭住戶居住的屋宇單位數目： 63,079 個 - 每個屋宇單位的平均家庭住戶數目： 1.001 戶 - 自置居所住戶在家庭住戶總數目中所佔的比例： 51.3% - 家庭住戶每月按揭供款及借貸還款中位數： 20,000 港元 - 按揭供款及借貸還款與收入比率中位數： 21.4% - 家庭住戶每月租金中位數： 16,300 港元 - 租金與收入比率中位數： 28.1% - 居所樓面面積中位數： 47 平方米 |

## 公共設施

### 教育

#### 大專院校
- 香港演藝學院灣仔正校
- 香港專業教育學院（摩理臣山分校）
- 香港大學專業進修學院保良局何鴻燊社區書院
- 香港藝術學院
- 香港樹仁大學（灣仔校舍）

#### 基督宗教神學院校
- 建道神學院市區校園

#### 中學
| - 聖保祿學校 - 皇仁書院 - 香港真光中學 - 香港華仁書院 - 瑪利曼中學 - 北角協同中學 | - 鄧肇堅維多利亞官立中學 - 何東中學 - 孔聖堂中學 - 玫瑰崗學校 - 佛教黃鳳翎中學 - 聖保祿中學 | - 聖公會鄧肇堅中學 - 香港鄧鏡波書院 - 嘉諾撒聖方濟各書院 - 東華三院李潤田紀念中學 - 中華基督教會公理書院 |  |  |

#### 小學教育
| - 嘉諾撒聖方濟各學校 - 官立嘉道理爵士小學 - 瑪利曼小學 - 寶覺小學 | - 寶血小學 - 保良局金銀業貿易場張凝文學校 - 軒尼詩道官立小學 - 軒尼詩道官立小學（銅鑼灣） | - 北角官立小學（雲景道） - 東華三院李賜豪小學 - 李陞大坑學校 - 佛教黃焯菴小學 | - 聖保祿天主教小學 - 聖公會聖雅各小學 - 聖若瑟小學 | - 聖保祿學校（小學部） - 香港真光中學（小學部） - 高主教書院小學部 - 玫瑰崗學校（小學部） |

### 國際學校
| - 法國國際學校（藍塘道校舍） | - 香港日本人學校（小學部香港校） | - 德瑞國際學校(灣仔校舍) |  |  |

#### 特殊學校
| - 匡智獅子會晨崗學校 | - 賽馬會匡智學校 |  |  |  |

### 醫療服務
公營醫院（港島東聯網）
- 鄧肇堅醫院 – 社區醫院，提供急症及部份專科服務，包括內科、呼吸內科、老人科及外科。
- 律敦治醫院 – 社區醫院，提供急症及部份專科服務，包括內科、呼吸內科、老人科及外科。
- 東華東院 – 提供基健及部份專科服務的社區醫院，包括內科、眼科、復康及療養服務。
- 灣仔分科診所

私營醫院
- 聖保祿醫院
- 養和醫院
- 香港港安醫院－司徒拔道

## 旅遊

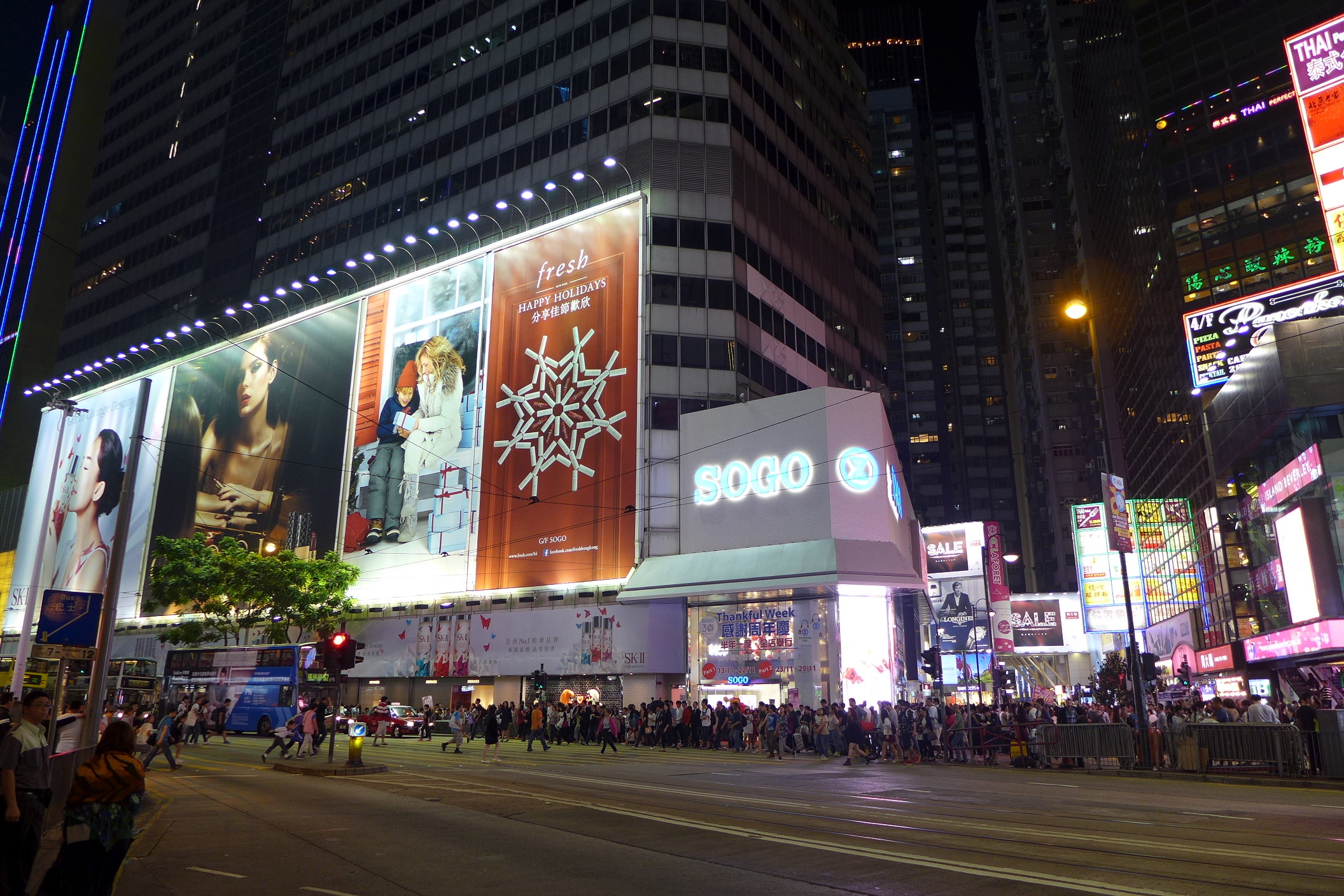
崇光百貨

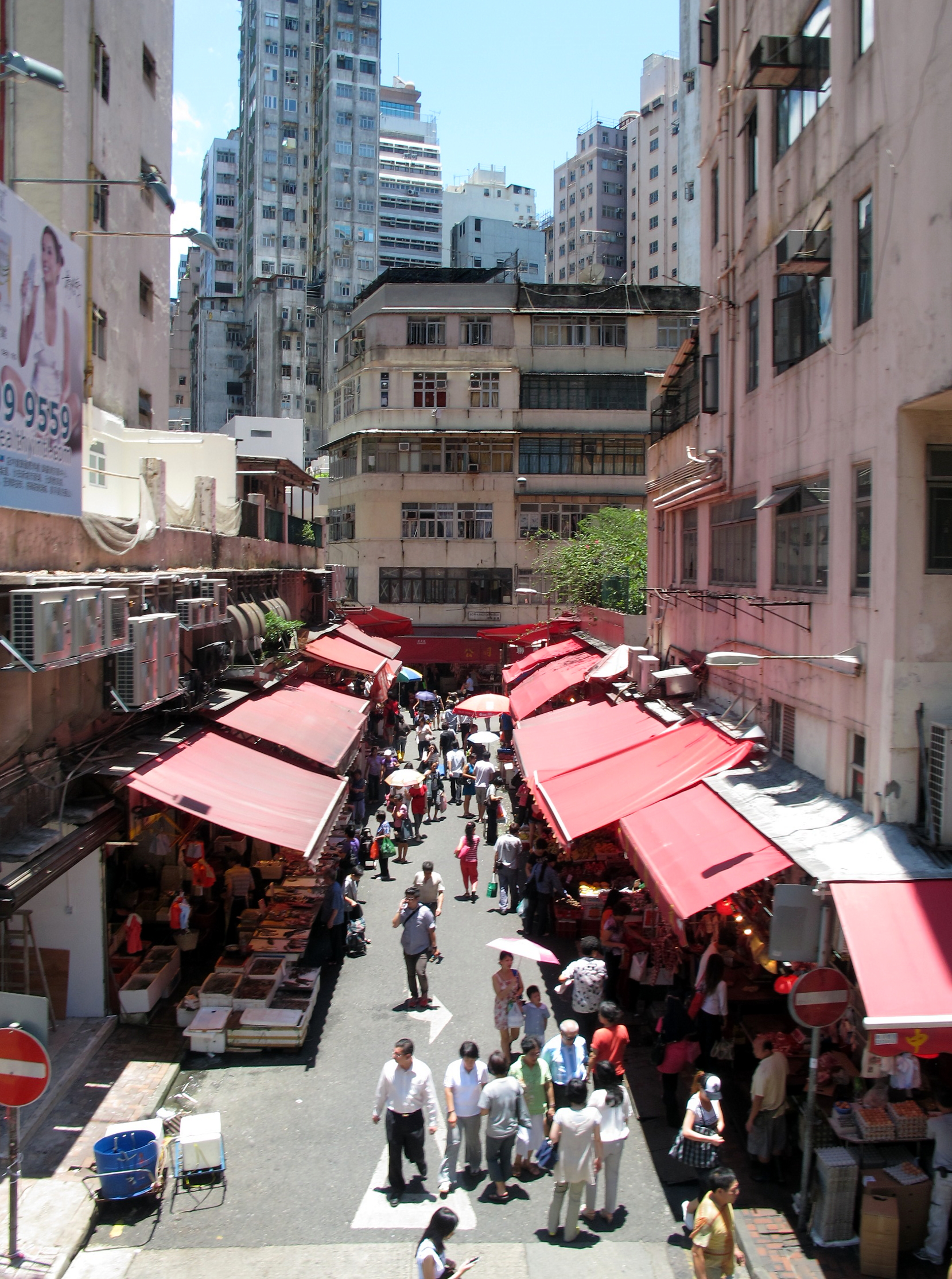
交加街至莊士敦道的一段灣仔道，兩旁為街市

灣仔區著名的建築有香港會議展覽中心、金紫荊廣場和中環廣場等。銅鑼灣商業區裡，崇光百貨、希慎廣場都是遊客常到的地方。
| - 香港會議展覽中心 - 金紫荊廣場 - 香港大球場 - 跑馬地馬場 - 洪聖廟 - 舊灣仔郵政局（現為環境資源中心） - 寶雲道姻緣石 - 警隊博物館 - 香港仔郊野公園 | - 藍屋 - 南固臺 - 動漫基地 - 春園街 - 太原街（亦稱為玩具街） - 利東街（亦稱為喜帖街，已被市區重建局重建） - 灣仔碼頭 - 崇光百貨 - 希慎廣場 |

## 區議會
灣仔區議會是香港十八個區議會之一，負責協助處理灣仔區的事務，共有13名議員，現屆灣仔區議會由建制派主導，現任的5名議員當中4名為建制派議員，只有1名為民主派議員。

## 交通

### 港鐵
- █  港島綫：灣仔站、銅鑼灣站、天后站
- █  東鐵綫：會展站

### 電車
- 西行：留仙街 ⇄ 軍器廠街
- 東行：軍器廠街 ⇄ 木星街
- 跑馬地支線

### 道路
幹線道路
- 1號幹線：香港仔隧道、堅拿道天橋、紅磡海底隧道
- 4號幹線：中環灣仔繞道

| 市區道路 - 告士打道 - 維園道 - 黃泥涌峽道 - 英皇道 (高士威道至蜆殼街段) - 高士威道 - 怡和街 - 軒尼詩道 - 禮頓道 - 灣仔道 - 皇后大道東 - 摩理臣山道 | 郊區道路 - 司徒拔道 - 大坑道 |

### 巴士
專營巴士
專線小巴
紅色公共小巴
- 銅鑼灣（波斯富街） → 屯門／元朗
- 銅鑼灣（鵝頸橋） ⇄ 大埔／上水
- 銅鑼灣（鵝頸橋） ⇄ 慈雲山
- 灣仔（譚臣道） ⇄ 華富邨
- 西環
- 筲箕灣

### 渡輪
渡海小輪
- 尖沙咀 ⇄ 灣仔

### 未來

#### 港鐵
- 北港島綫：會展站、銅鑼灣北站（規劃中）

## 重建及活化
灣仔舊區內的市區重建及活化，大多由市區重建局主導，包括利東街重建項目。除以上屋苑之外，還有單幢式大小型商住樓，例如嘉薈軒等。位於灣仔茂蘿街和巴路士街近百年歷史的戰前樓「綠屋」被評為二級歷史建築，經市區重建局完成活化後，命名為「動漫基地」，於2013年7月開幕，內裏設有動漫藝術家的工作室、活動室、展覽空間，以及一個收集印刷及電子漫畫書和雜誌的資源圖書館，地面則有售賣動漫相關產品的零售店鋪，不過由於人流不足導致經營困難，市建局在2018年7月底合約期屆滿後無聲無息停辦，並改名為「茂蘿街7號」。

## 外部連結
- 灣仔區議會
- 灣仔區分界圖 （页面存档备份，存于）
- 灣仔網站 （页面存档备份，存于）